# シャークミュージアム
シャークミュージアムは、宮城県気仙沼市に所在する、日本で唯一、サメを専門とする博物館。
2024年（令和6年）3月にリニューアルされ、4月にグランドオープンした。

## 概要
気仙沼市魚市場に隣接する観光物産施設「気仙沼海の市」2階にある。世界各地に生息するサメに関する資料やホホジロザメの復元模型（体長約5メートル）が展示されている。気仙沼市はサメの水揚げ量日本一であり、同施設1階にはふかひれラーメンを提供する店舗もある。
2011年（平成23年）3月11日の東日本大震災では「気仙沼海の市」も甚大な被害を受けたが、2014年（平成26年）4月2日にリニューアルオープンした。2014年のリニューアル後は東日本大震災とそこからの復興について4つのゾーン（「絆」ゾーン、「震災の記憶」ゾーン、「海と生きる」ゾーン、シャークゾーン）に分けて紹介していた。
その後、震災の伝承施設が各地に整備されたことを受け、シャークミュージアムについては本来のサメに特化した展示に戻すことになり、展示内容をリニューアルして2024年3月にプレオープン、4月にグランドオープンした。このリニューアルでは連携協定を結んだ沖縄美ら海水族館から、長さ約8メートルのウバザメのオブジェが移設され展示されている。

## 展示
2024年（令和6年）春に展示がリニューアルされた。
- 気仙沼とサメ
- サメ・シアター
- サメ・トリビア
- サメ博士の学習室
- 美ら海・サメ博士の部屋気仙沼出張所

## 利用情報
- 開館時間
  - 午前9時～午後5時まで（受付は午後4時まで）
- 入場料金 – 大人（中学生以上）600円、小学生300円、小学生未満無料
- 休館 – 不定休

## 周辺施設
- 武山米店炊飯博物館、角星、三事堂ささ木 – 登録有形文化財